# اتابک شاکروف
اتابک شکوروف یک بازیکن فوتبال ازبکستانی است که در باشگاه فوتبال کایسری اسپور و سوپر لیگ ترکیه بازی می‌کند. او سابقه بازی در تیم ملی فوتبال ازبکستان را نیز دارد.

## گلهای ملی
| تعداد | تاریخ          | میزبان                                   | رقیب          | گل  | نهایی | رقابت                                            |
| ----- | -------------- | ---------------------------------------- | ------------- | --- | ----- | ------------------------------------------------ |
| ۱     | ۱۱ اکتبر ۲۰۱۶  | ورزشگاه ملی ازبکستان، تاشکند، ازبکستان   | چین           | ۰-۲ | ۰-۲   | مقدماتی جام جهانی فوتبال ۲۰۱۸ (آسیا) – مرحله سوم |
| ۲     | ۲۳ مارس ۲۰۱۸   | ورزشگاه محمد پنجم، کازابلانکا، مراکش     | سنگال         | ۰-۱ | ۱-۱   | دوستانه                                          |
| ۳     | ۱۴ نوامبر ۲۰۱۹ | ورزشگاه مرکزی پاختاکور، تاشکند، ازبکستان | عربستان سعودی | ۱-۲ | ۳-۲   | مقدماتی جام جهانی فوتبال ۲۰۲۲ (آسیا) – مرحله دوم |